# Tore de Bjarkøy
Tore de Bjarkøy también Tore Sigurdsson (940-995) fue un vikingo y hersir de Bjarkøy, en Hålogaland, Noruega en el siglo X. Estaba al servicio de Harald Grenske y fue uno de los hombres de su séquito que lo acompañó cuando quiso Harald cortejar a Sigrid la Altiva. Murió quemado vivo junto a su caudillo.
Se le considera el patriarca del clan familiar de Bjarkøyætta, tuvo tres hijos Thorir Hund, Sigurd Toresson y Sigrid Toresdotter. Sigrid sería la esposa de Ølve Grjotgardsson y, tras su muerte, se casaría otra vez con Kalv Arnesson.